# Campeonato Sergipano de Futebol de 2022
O Campeonato Sergipano de Futebol de 2022 foi a 99º edição em 104 anos da divisão principal do campeonato estadual de Sergipe, cujo nome oficial é Campeonato Sergipano da Série A1. O Sergipe é o atual campeão.
Dez clubes participaram do torneio: América de Propriá e Falcon da Barra dos Coqueiros, campeão e vice respectivamente da Série A2 de 2021, os dois times tradicionais da capital Aracaju, o Confiança e o Sergipe (campeão estadual no ano anterior), Atlético Gloriense, Boca Júnior, Frei Paulistano, Itabaiana, Lagarto, Maruinense.
O campeão conquistou vaga na Copa do Brasil de 2023 e na Série D de 2023. Além disso, o campeão também garantiu participação na Copa do Nordeste de 2023.
O vice-campeão conquistou vaga na Copa do Brasil de 2023, Série D de 2023 e garantiu participação na Pré-Copa do Nordeste de 2023.

## Transmissão
Os jogos terão transmissão pela TV e internet, uma partida por rodada  aos sábados no canal TV Atalaia, os demais jogos da rodada serão transmitidos por pay-per-view na ITTV serviço de streaming da empresa itabaianense Itnet. Além das emissoras de rádio do estado de Sergipe.

## Regulamento
O Campeonato Sergipano de Futebol Profissional da Série A-1 de 2021 será disputado em três fases:
a) 1ª Fase – Grupos
b) 2ª Fase – Semi Final
c) 3ª Fase – Final
Na primeira fase (grupos), os dez clubes são distribuídos em dois grupos de cinco clubes cada, definidos em sorteio realizado em 12 de novembro de 2021. As equipes do grupo A enfrentaram as equipes do grupo B em turno e returno. Após o término da 1ª fase, são classificados para a fase seguinte os dois primeiros colocados de cada grupo. Os dois último colocado da classificação geral será rebaixado para o Campeonato Sergipano série A2 de 2023.
Os clubes do Grupo A definidos em sorteio foram: Atlético Gloriense, Falcon (Campeão da Série A2 de 2021), Freipaulistano, Itabaiana e Sergipe (Campeão da Série A1 de 2021).
Já os clubes do Grupo B definidos em sorteio foram: América de Propriá (Vice-campeão da Série A2 de 2021), Boca Júnior, Confiança, Lagarto, Maruinense.
Para a segunda fase os cartões recebidos pelos atletas na fase anterior foram zerados, exceto os que tiveram que cumprir a suspensão automática.
A segunda fase (semifinal) terá os 4 clubes classificados da fase anterior distribuídos em dois grupos de dois clubes cada. Estes jogaram partidas de ida e volta, sendo que a equipe melhor classificada na primeira fase fez a partida de
volta em casa.
Os critérios de desempate para indicar o clube vencedor desta fase, foram os seguintes:
1. Maior saldo de gols nesta fase;
2. Equipe melhor classificada em todo campeonato
Na terceira fase, a final, os clubes classificados da fase anterior jogaram partidas de ida e volta, sendo que a equipe melhor classificada em todo campeonato fez a partida de volta em casa.
Os critérios de desempate para indicar o clube vencedor desta fase forma os seguintes:
1. Maior saldo de gols nesta fase;
2. Equipe melhor classificada em todo campeonato
As partidas da fase final só poderão ser realizadas nos seguintes estádios: Arena Batistão; Estádio Barretão; Estádio Mendonção e Estádio Vavazão.
O nome do troféu do Sergipão de 2021 terá o nome de Troféu Reinaldo Moura Ferreira.

### Critério de desempate
Os critério de desempate foram aplicados na seguinte ordem:
1. Maior número de vitórias
2. Maior saldo de gols
3. Maior número de gols pró (marcados)
4. Maior número de gols contra (sofridos)
5. Confronto direto
6. Sorteio

## Equipes participantes

### Promovidos e rebaixados
| Pos. | Rebaixados da Série A1 de 2021 |
| ---- | ------------------------------ |
| 9º   | Dorense                        |
| 10º  | América de Pedrinhas           |

| Pos. | Promovidos da Série A2 de 2021 |
| ---- | ------------------------------ |
| 1º   | Falcon                         |
| 2º   | América de Propriá             |

### Informações das equipes
| Aumento | Equipe promovida da Série A2 de 2021 |

Notas
- AMÉ. ^  O América de Propriá por falta de estrutura em seu estádio, irá mandar seus jogos no Estádio Municipal Miguel Queiróz, na cidade alagoana de Porto Real do Colégio.

- MAR [MAR] O Maruinense mandará suas partidas no estádio Fernando França em Carmópolis, pois, o Estádio Governador Antônio Carlos Valadares em Maruim está em estado de abandono.

## Técnicos
| Equipe             | Técnico                                                                                   |
| ------------------ | ----------------------------------------------------------------------------------------- |
| América de Propriá | Elenilson Silva (1ª—3ª) Carlinhos (4ª, 10ª) Charles Litiere (5ª—8ª) Marcel Henrique (9ª)  |
| Atlético Gloriense | Carlos Alberto Dias (1ª—3ª) Fernando Dourado (4ª—10ª)                                     |
| Boca Júnior        | Nivaldo Pereira (1ª—5ª) Pedro Caçapa (6ª—10ª)                                             |
| Confiança          | Luizinho Lopes (1ª—semifinal)                                                             |
| Falcon             | Luciano Quadros (1ª—final)                                                                |
| Freipaulistano     | Edmilson Santos (1ª) Jorginho (2ª—10ª)                                                    |
| Itabaiana          | Leandro Campos (1ª—semifinal)                                                             |
| Lagarto            | Betinho (1ª—10ª)                                                                          |
| Maruinense         | Charles de Almeida (1ª—5ª) Rubem Xavier (6ª) Ronildo Bispo (7ª—8ª, 10ª) Berg Queiroz (9ª) |
| Sergipe            | Elias Borges (1ª—4ª) Daniel Neri (5ª—final)                                               |

## Primeira Fase
| Pos | Equipes            | Pts | J  | V | E | D | GP | GC | SG  | %  |
| --- | ------------------ | --- | -- | - | - | - | -- | -- | --- | -- |
| 1   | Itabaiana          | 23  | 10 | 7 | 2 | 1 | 17 | 4  | +13 | 77 |
| 2   | Sergipe            | 21  | 10 | 6 | 3 | 1 | 26 | 7  | +19 | 70 |
| 3   | Gloriense          | 15  | 10 | 4 | 3 | 3 | 14 | 11 | +3  | 50 |
| 4   | Freipaulistano     | 12  | 10 | 4 | 0 | 6 | 12 | 18 | −6  | 40 |
| 5   | América de Propriá | 7   | 10 | 2 | 1 | 7 | 10 | 22 | –12 | 23 |

| Pos | Equipes     | Pts | J  | V | E | D | GP | GC | SG  | %  |
| --- | ----------- | --- | -- | - | - | - | -- | -- | --- | -- |
| 1   | Falcon      | 21  | 10 | 7 | 0 | 3 | 20 | 7  | +13 | 70 |
| 2   | Confiança   | 20  | 10 | 5 | 5 | 0 | 18 | 6  | +12 | 67 |
| 3   | Lagarto     | 17  | 10 | 5 | 2 | 3 | 15 | 10 | +5  | 57 |
| 4   | Boca Júnior | 4   | 10 | 1 | 1 | 8 | 6  | 23 | –17 | 13 |
| 5   | Maruinense  | 1   | 10 | 0 | 1 | 9 | 3  | 33 | –30 | 3  |

|  |                                 |
|  | Classificado para às Semifinais |
|  | Eliminados na Primeira Fase     |

### Confrontos
|  |                     |  |        |  |                      |
|  | Vitória do Mandante |  | Empate |  | Vitória do Visitante |

Fonte: Federação Sergipana de Futebol.

### Desempenho por rodada
|   | 1   | 2   | 3   | 4   | 5   | 6   | 7   | 8   | 9   | 10  |
| A | ITA | SER | ITA | ITA | ITA | ITA | ITA | ITA | ITA | ITA |
| B | BOC | CON | LAG | LAG | CON | CON | CON | LAG | FAL | FAL |

|   | 1   | 2   | 3   | 4   | 5   | 6   | 7   | 8   | 9   | 10  |
| A | AME | AME | AME | AME | AME | AME | AME | AME | AME | AME |
| B | MAR | MAR | MAR | MAR | MAR | MAR | MAR | MAR | MAR | MAR |

## Fase final
Em itálico, as equipes que disputaram a primeira partida como mandante. Em negrito, as equipes classificadas.
|  | Semifinais | Semifinais | Semifinais | Semifinais |   |         | Final | Final | Final | Final |
|  |            |            |            |            |   |         |       |       |       |       |
|  | Itabaiana  | 0          | 1          | 1          |   |         |       |       |       |       |
|  | Sergipe    | 2          | 0          | 2          |   |         |       |       |       |       |
|  | Sergipe    | 2          | 0          | 2          |   | Sergipe | 2     | 1     | 3     |       |
|  |            |            |            |            |   | Sergipe | 2     | 1     | 3     |       |
|  |            | Falcon     | 1          | 1          | 2 |         |       |       |       |       |
|  | Falcon     | Falcon     | 1          | 1          | 2 | 1       | 1     | 2     |       |       |
|  | Falcon     |            |            |            |   | 1       | 1     | 2     |       |       |
|  | Confiança  | 1          | 1          | 2          |   |         |       |       |       |       |

##### Finais
Ida
| 6 de abril | Falcon       | 1 – 2                  | Sergipe                                  | Arena Batistão, Aracaju                                            |
| 20:30      | Marcinho 51' | Súmula FSF Borderô FSF | Paulinho Simonato 67' · Hiago Ramiro 82' | Público: 4 893 pagantes Árbitro: SE Marcel Phillipe Santos Martins |

Volta
| 9 de abril | Sergipe               | 1 – 1                  | Falcon     | Arena Batistão, Aracaju                                            |
| 16:00      | Paulinho Simonato 81' | Súmula FSF Borderô FSF | Ronald 95' | Público: 8 052 pagantes Árbitro: SE Fábio Augusto Santos Sá Junior |

## Artilharia
Atualizado em 10 de abril de 2022.
| Pos. | Jogador       | Equipe             | Gols |
| ---- | ------------- | ------------------ | ---- |
| 1º   | Renan Gorne   | Confiança          | 11   |
| 2º   | Abner         | Falcon             | 7    |
| 3º   | João Vitor    | Itabaiana          | 5    |
| 3º   | Luan Silva    | Lagarto            | 5    |
| 3º   | Davi Ceará    | Itabaiana          | 5    |
| 3º   | Doda          | Sergipe            | 5    |
| 4º   | Léo Rocha     | Falcon             | 4    |
| 4º   | Kaio Wilker   | Sergipe            | 4    |
| 5º   | Daniel GTA    | América de Propriá | 3    |
| 5º   | Marcinho      | Falcon             | 3    |
| 5º   | Neto          | Falcon             | 3    |
| 5º   | Elicarlos     | Itabaiana          | 3    |
| 5º   | Thiago Santos | Lagarto            | 3    |
| 5º   | Kaio Felipe   | Sergipe            | 3    |
| 5º   | Mateus Silva  | Sergipe            | 3    |

## Públicos
- Públicos Pagantes do Campeonato Sergipano 2022

| Nº | Público | Mandante  | Placar | Visitante | Estádio        | Data            | Rodada          | Ref.   |
| -- | ------- | --------- | ------ | --------- | -------------- | --------------- | --------------- | ------ |
| 1  | 8 052   | Sergipe   | 1–1    | Falcon    | Arena Batistão | 9 de abril      | Final Volta     | [ 5 ]  |
| 2  | 7 808   | Sergipe   | 1–1    | Confiança | Arena Batistão | 3 de fevereiro  | 3º R            | [ 6 ]  |
| 3  | 4 893   | Falcon    | 1–2    | Sergipe   | Arena Batistão | 6 de abril      | Final Ida       | [ 7 ]  |
| 4  | 4 543   | Confiança | 1–1    | Sergipe   | Arena Batistão | 12 de março     | 8º R            | [ 8 ]  |
| 5  | 3 561   | Falcon    | 1–1    | Confiança | Arena Batistão | 3 de abril      | Semifinal Volta | [ 9 ]  |
| 6  | 2 993   | Sergipe   | 2–0    | Itabaiana | Arena Batistão | 30 de março     | Semifinal Ida   | [ 10 ] |
| 7  | 2 986   | Confiança | 1–1    | Falcon    | Arena Batistão | 31 de março     | Semifinal Ida   | [ 11 ] |
| 8  | 2 707   | Itabaiana | 1–0    | Sergipe   | Mendonção      | 2 de abril      | Semifinal Volta | [ 12 ] |
| 9  | 2 085   | Sergipe   | 2–1    | Falcon    | Arena Batistão | 15 de janeiro   | 1º R            | [ 13 ] |
| 10 | 1 666   | Itabaiana | 0–0    | Confiança | Mendonção      | 13 de fevereiro | 5º R            | [ 14 ] |

## Classificação Geral
- Obrigatoriamente os finalistas devem ocupar a 1ª e 2ª colocação respectivamente.
- Obrigatoriamente os semifinalistas devem ocupar a 3ª e 4ª colocação respectivamente.

- ^ A. Classificado pelo Ranking da CBF.

## Premiação
| Campeonato Sergipano de 2022    |
| ------------------------------- |
| Sergipe Bicampeão (37.º título) |